# Fußball-Amateurliga Schleswig-Holstein 1959/60
Die Amateurliga Schleswig-Holstein wurde zur Saison 1959/60 das 13. Mal ausgetragen und bildete bis zur Saison 1962/63 den Unterbau der erstklassigen Oberliga Nord. Die beiden erstplatzierten Mannschaften durften an der Aufstiegsrunde zur erstklassigen Oberliga Nord teilnehmen, die Mannschaften auf den drei letzten Plätzen mussten in die 2. Amateurliga absteigen.

## Vereine
Im Vergleich zur Saison 1958/59 veränderte sich die Zusammensetzung der Liga folgendermaßen: Der VfB Lübeck war in die Oberliga Nord aufgestiegen, während der keine Mannschaft aus Schleswig-Holstein aus der Oberliga Nord abgestiegen war. Die beiden Absteiger VfB Kiel (nach acht Jahren) und Rot-Weiß Moisling (nach einem Jahr) hatten die Amateurliga verlassen und wurden durch die drei Aufsteiger Union-Teutonia Kiel (Rückkehr nach drei Jahren), Frisia Husum und Lübeck 1876 (beide erstmals in der Amateurliga) ersetzt.
| Verein                  | Stadt         | Kreis              | Qualifikation                          |
| ----------------------- | ------------- | ------------------ | -------------------------------------- |
| Heider SV               | Heide         | Norderdithmarschen | Meister 1958/59                        |
| SV Friedrichsort        | Kiel          |                    | 3. Platz 1958/59                       |
| Itzehoer SV             | Itzehoe       | Steinburg          | 4. Platz 1958/59                       |
| Schleswig 06            | Schleswig     | Schleswig          | 5. Platz 1958/59                       |
| Holstein Kiel Amateure  | Kiel          |                    | 6. Platz 1958/59                       |
| VfL Oldesloe            | Bad Oldesloe  | Stormarn           | 7. Platz 1958/59                       |
| TuS Lübeck 93           | Lübeck        |                    | 8. Platz 1958/59                       |
| VfL Bad Schwartau       | Bad Schwartau | Eutin              | 9. Platz 1958/59                       |
| Flensburg 08            | Flensburg     |                    | 10. Platz 1958/59                      |
| VfR Neumünster Amateure | Neumünster    |                    | 11. Platz 1958/59                      |
| FC Kilia Kiel           | Kiel          |                    | 12. Platz 1958/59                      |
| TSV Lägerdorf           | Lägerdorf     | Steinburg          | 13. Platz 1958/59                      |
| Olympia Neumünster      | Neumünster    |                    | 14. Platz 1958/59                      |
| Frisia Husum            | Husum         | Husum              | Aufsteiger aus der 2. Amateurliga Nord |
| Union-Teutonia Kiel     | Kiel          |                    | Aufsteiger aus der 2. Amateurliga Ost  |
| Lübeck 1876             | Lübeck        |                    | Aufsteiger aus der 2. Amateurliga Süd  |

## Saisonverlauf
Die Meisterschaft und damit die Teilnahme an der Aufstiegsrunde sicherte sich wie im Vorjahr der Heider SV. Als Zweitplatzierter durfte der SV Friedrichsort ebenfalls teilnehmen. Heide erreichte den Aufstieg in die Oberliga Nord.

### Tabelle
| Pl. | Verein                  | Sp. | S  | U | N  | Tore    | Quote | Punkte |
| --- | ----------------------- | --- | -- | - | -- | ------- | ----- | ------ |
| 1.  | Heider SV (M)           | 30  | 18 | 7 | 5  | 077:340 | 2,26  | 43:17  |
| 2.  | SV Friedrichsort        | 30  | 17 | 8 | 5  | 073:270 | 2,70  | 42:18  |
| 3.  | Itzehoer SV             | 30  | 17 | 5 | 8  | 071:370 | 1,92  | 39:21  |
| 4.  | Schleswig 06            | 30  | 15 | 9 | 6  | 059:390 | 1,51  | 39:21  |
| 5.  | FC Kilia Kiel           | 30  | 17 | 2 | 11 | 074:520 | 1,42  | 36:24  |
| 6.  | Holstein Kiel Amateure  | 30  | 15 | 6 | 9  | 054:420 | 1,29  | 36:24  |
| 7.  | Flensburg 08            | 30  | 14 | 6 | 10 | 075:570 | 1,32  | 34:26  |
| 8.  | Union-Teutonia Kiel (N) | 30  | 11 | 8 | 11 | 054:590 | 0,92  | 30:30  |
| 9.  | VfR Neumünster Amateure | 30  | 11 | 7 | 12 | 053:470 | 1,13  | 29:31  |
| 10. | VfL Oldesloe            | 30  | 12 | 5 | 13 | 044:530 | 0,83  | 29:31  |
| 11. | TSV Lägerdorf           | 30  | 11 | 5 | 14 | 046:630 | 0,73  | 27:33  |
| 12. | VfL Bad Schwartau       | 30  | 9  | 7 | 14 | 033:450 | 0,73  | 25:35  |
| 13. | TuS Lübeck 93           | 30  | 9  | 7 | 14 | 041:590 | 0,69  | 25:35  |
| 14. | Frisia Husum (N)        | 30  | 7  | 3 | 20 | 036:720 | 0,50  | 17:43  |
| 15. | Olympia Neumünster      | 30  | 6  | 4 | 20 | 039:900 | 0,43  | 16:44  |
| 16. | Lübeck 1876 (N)         | 30  | 5  | 3 | 22 | 035:880 | 0,40  | 13:47  |

| (M) | Meister der Amateurliga Schleswig-Holstein 1958/59       |
| (A) | Absteiger aus der Oberliga Nord 1958/59                  |
| (N) | Aufsteiger in die Amateurliga Schleswig-Holstein 1959/60 |

## Aufstiegsrunde zur Amateurliga Schleswig-Holstein 1960/61
An der Aufstiegsrunde nahmen die Meister der sechs Staffeln der 2. Amateurliga teil.
| Pl. | Verein                                                 | Sp. | S | U | N | Tore    | Punkte |
| --- | ------------------------------------------------------ | --- | - | - | - | ------- | ------ |
| 1.  | Gut-Heil Neumünster (2. Amateurliga Ost, Fördestaffel) | 5   | 3 | 1 | 1 | 010:400 | 07:30  |
| 2.  | TSV Siems (2. Amateurliga Süd, Staffel Nord)           | 5   | 3 | 1 | 1 | 012:130 | 07:30  |
| 3.  | VfB Kiel (2. Amateurliga Ost, Eiderstaffel)            | 5   | 3 | 0 | 2 | 015:100 | 06:40  |
| 4.  | MTV Heide (2. Amateurliga West)                        | 5   | 3 | 0 | 2 | 015:700 | 06:40  |
| 5.  | TSV Rot-Weiß Niebüll (2. Amateurliga Nord)             | 5   | 1 | 1 | 3 | 010:140 | 03:70  |
| 6.  | Rot-Weiß Moisling (2. Amateurliga Süd, Staffel Süd)    | 5   | 0 | 1 | 4 | 005:150 | 01:90  |

Der VfB Kiel setzte sich im Entscheidungsspiel gegen MTV Heide durch.